# Lola (película de 1981)
Lola es una película dramática alemana de 1981 dirigida por Rainer Werner Fassbinder. Es la tercera de su trilogía BRD, precedida por El matrimonio de Maria Braun (1978) y La ansiedad de Veronika Voss (1982). Adaptación libre de El profesor Unrat (1905) de Heinrich Mann, previamente adaptada previamente para El ángel azul (1930) de Josef von Sternberg.

## Trama
En 1957, en la ciudad de Coburgo, como en gran mayor parte de Alemania Occidental, la reconstrucción es su lema, y toda la élite de Coburgo saca provecho de ello: el alcalde, el jefe de policía, el director del banco, el editor del periódico y, sobre todo, Schuckert, un promotor inmobiliario. Este último es el dueño del burdel que frecuentan estos hombres. Su empleada favorita es su cantante, Lola.
Este arreglo se ve amenazado por la llegada de von Bohm, un refugiado de Prusia Oriental, como nuevo comisario de construcción. Él está divorciado, y contrata como ama de llaves a una mujer con una joven nieta. Un día, mientras el hombre está en el trabajo, la ama de llaves le muestra su casa a su hija. Lola decide conocer a este hombre interesante y rápidamente llama su atención usando su nombre real, Mary Louise. Sin saber nada sobre su trabajo nocturno ni que Schuckert es el verdadero padre de su hija, von Bohm le pide matrimonio, pero Lola le advierte que no lo haga. Cuando por fin lo llevan al burdel, conoce la verdad sobre ella.
Durante ese tiempo, von Bohm ha reunido pruebas de la corrupción generalizada en Coburgo, incluidos los permisos de construcción orquestados por Schuckert, y decide ponerle fin, pero a nadie le importa. Incapaz de cambiar el sistema, y todavía enamorado de Lola, se casa con ella con la aprobación de Schuckert. Schuckert, como regalo de bodas, les entrega a la pareja la escritura del burdel y, mientras von Bohm da un paseo después de la ceremonia en la iglesia, lleva a la novia a la cama.

## Reparto[3]
- Barbara Sukowa – Lola
- Armin Mueller-Stahl – Von Bohm
- Mario Adorf – Schukert
- Matthias Fuchs – Esslin
- Helga Feddersen – Sra. Hettich
- Karin Baal – Madre de Lola
- Rainer Werner Fassbinder – espectador de cine[4]
- Ivan Desny – Wittich
- Elisabeth Volkmann – Gigi
- Hark Bohm – Völker
- Karl-Heinz von Hassel – Timmerding
- Rosel Zech – Sra.  Schuckert
- Christine Kaufmann – Susi
- Y Sa Lo – Rosa
- Günther Kaufmann – G.I.
- Isolde Barth – Sra. Völker
- Karsten Peters – Editor
- Harry Baer – Primer manifestante
- Rainer Will – Segundo manifestante
- Sonja Neudorfer – Sra. Fink
- Nino Korda – repartidor
- Herbert Steinmetz – portero